# Women Painters of the World
Women Painters of the World, from the time of Caterina Vigri, 1413–1463, to Rosa Bonheur and the Present Day, pubblicato a Londra nel 1905, è una raccolta di saggi di diversi autori, curata dal pittore e scrittore gallese Walter Shaw Sparrow (1862-1940) e da lui stesso definita «la prima storia illustrata delle pittrici del mondo».
Il libro, dedicato alla regina Alessandra, comprende oltre 300 immagini di dipinti realizzati da più di 200 pittrici vissute tra il XV e la fine del secolo XIX.
Women Painters of the World rappresenta un'opera di riferimento per lo studio della produzione artistica femminile di questi quattro secoli e un importante documento storico e culturale.

## Contenuto
Il libro, di complessive 332 pagine, si compone di otto capitoli preceduti da una prefazione del curatore. Ogni capitolo è corredato e seguito da immagini di dipinti delle pittrici menzionate. 
|          | Titolo                                                                  | Autore              | Pagine  |
| -------- | ----------------------------------------------------------------------- | ------------------- | ------- |
| Preface  | On the scope of the present volume                                      | Walter Shaw Sparrow | 11-12   |
| Ch. I    | Women Painters in Italy since the Fifteenth century                     | Walter Shaw Sparrow | 21-30   |
| Ch. II   | Early British women painters                                            | Walter Shaw Sparrow | 57-63   |
| Ch. III  | Modern British women painters                                           | Ralph Peacock       | 65-72   |
| Ch. IV   | Women painters in the United States of America                          | Walter Shaw Sparrow | 75-78   |
| Ch. V    | Of women painters in France                                             | Léonce Bénédite     | 167-182 |
| Ch. VI   | Women painters in Belgium and in Holland                                | N. Jany             | 253-262 |
| Ch. VII  | Women painters in Germany and Austria, in Russia, Switzerland and Spain | Wilhelm Scholermann | 285-289 |
| Ch. VIII | Some Finnish women painters                                             | Helena Westermarck  | 290-292 |

### Prefazione
Nell'introduzione il curatore dell'opera Walter Shaw Sparrow afferma la necessità dell'uso di un doppio standard nella valutazione delle opere artistiche, sostenendo che se il genio può essere sia maschile che femminile, esso tuttavia assume aspetti peculiari a seconda del sesso dell'autore e «la bisessualità del genio ha dei limiti nell'arte». Il giudizio nei confronti di opere create da donne, a suo parere, dovrebbe basarsi sulla maggiore o minore espressione di "femminilità" in esse manifestata. Come esempi di "femminilità completa" nell'arte egli cita due ritratti di Madame Le Brun, di se stessa e della figlia, nei quali la pittrice francese «svela l'essenza interiore e la vita dell'amore materno».
Queste immagini, conclude, «potrebbero non essere la forma più alta di pittura, ma sono le più alte nel loro regno delle emozioni umane» e non possono essere paragonate a quelle prodotte dagli uomini, né ritenute ad esse inferiori, perché non si possono confrontare due diversi geni: «Nel giardino dell'arte c'è posto per fiori e per farfalle e uccelli di ogni specie».

### Autori dei saggi

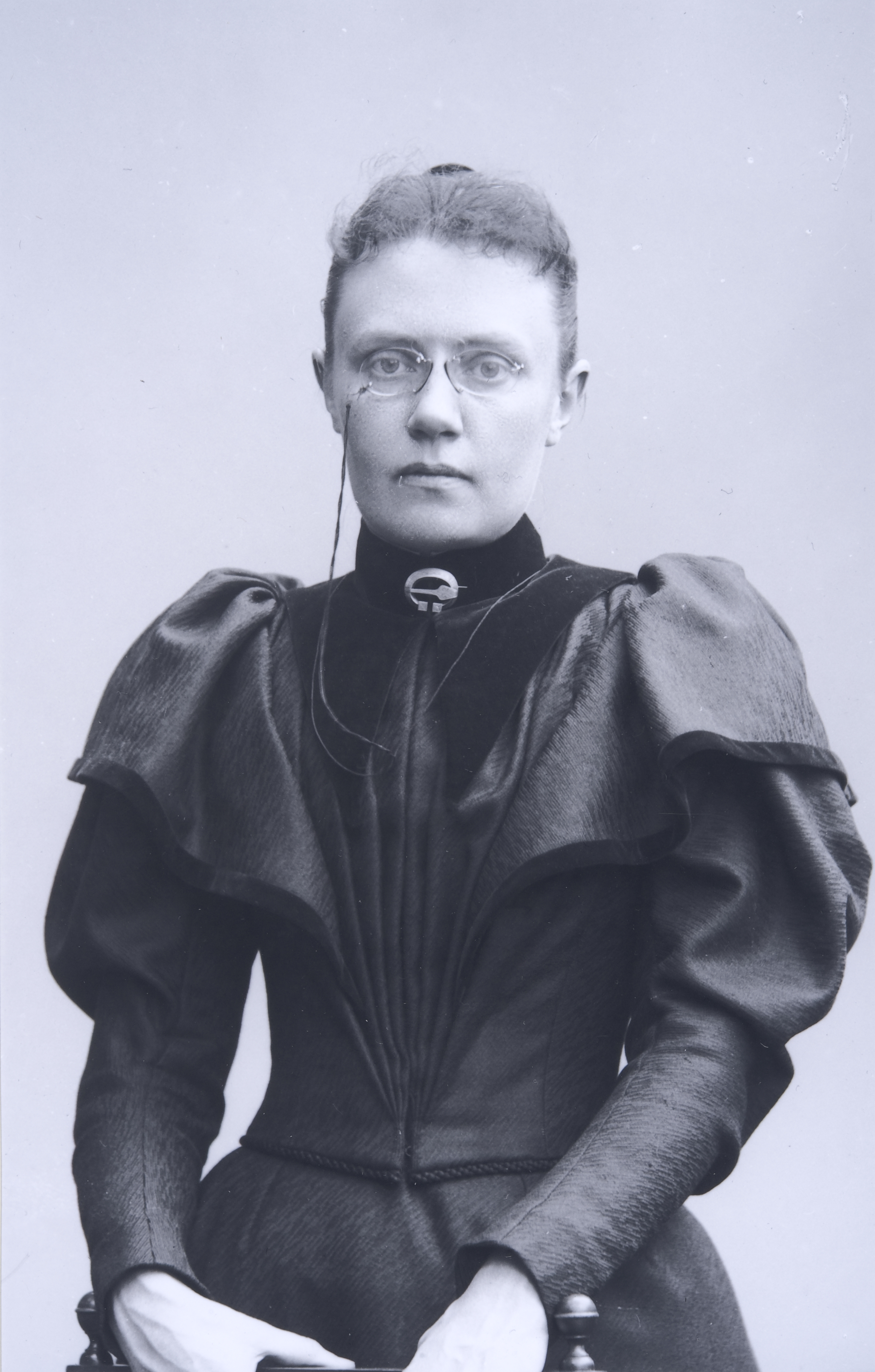
Helena Westermarck, pittrice finlandese, è autrice di uno dei saggi contenuti nel libro.

Tre dei saggi, riguardanti le pittrici italiane, britanniche e statunitensi, sono scritti dallo stesso curatore. Conclude il panorama delle pittrici britanniche della modernità il pittore londinese Ralph Peacock (1868–1946), famoso per i suoi ritratti femminili e vincitore di numerosi premi, fra cui una medaglia d'oro a Vienna nel 1898 e una di bronzo all'Esposizione universale di Parigi del 1900.
Il saggio sulle pittrici francesi, il più lungo e articolato dell'opera, è dello storico dell'arte Léonce Bénédite (1859-1925), cofondatore della Société des Peintres Orientalistes Français, mentre autore del capitolo (tradotto) sulle pittrici belghe e olandesi è un non meglio identificato N. Jany.
Delle pittrici tedesche, austriache, russe, svizzere e spagnole scrive lo scrittore e storico d'arte tedesco Wilhelm Scholermann (1865–1923), noto anche per le sue traduzioni di John Ruskin.
L'ultimo capitolo, sulle pittrici finniche, è scritto da una donna, la pittrice e scrittrice finlandese Helena Westermarck (1857-1938), femminista e attivista nel movimento per il suffragio femminile.

### Illustrazioni e tavole

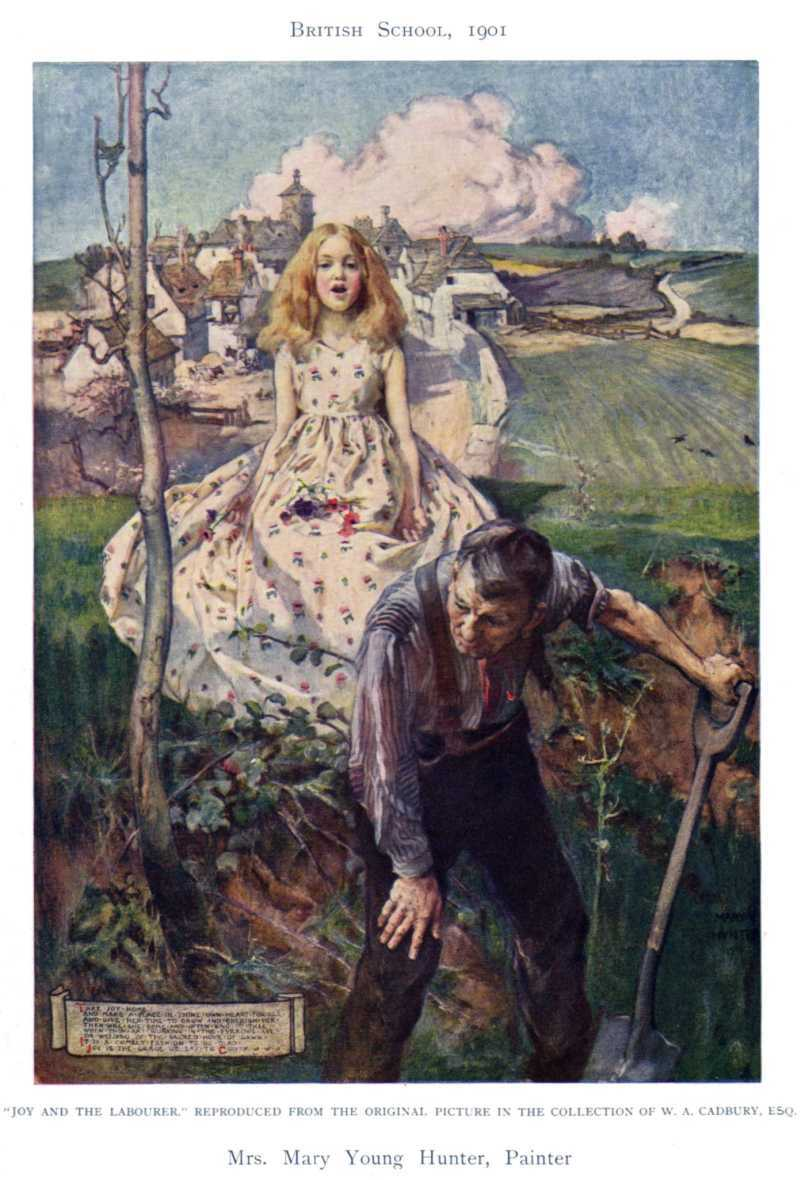
Mary Young Hunter, Joy and the Labourer, 1905

La maggior parte delle illustrazioni e delle tavole contenute nel libro è monocromatica; sono inoltre presenti sei fotoincisioni (dipinti di Rosalba Carriera, Élisabeth Vigée Le Brun, Adele Romany, Marie Amelie Cogniet, Rosa Bonheur, Francine Charderon) e sette tavole colorate (dipinti di Mary Young Hunter, Elizabeth Butler, l'imperatrice Vittoria di Sassonia-Coburgo-Gotha, Eleanor Fortescue-Brickdale, Ann Macbeth, Helen Allingham, Helen Hyde).
In un foglietto di carta che in alcune edizioni è stato inserito fra la pagina 16 e la pagina 17, il curatore avvisa che non essendo stato possibile ottenere le immagini delle opere di molte note pittrici prima che il libro andasse in stampa, «un supplemento di immagini è stato collocato tra pagina 324 e pagina 325. Comprende opere di Lady Alma-Tadema, Mrs. Seymour Lucas, Mrs. Marrable, Miss Maud Earl, Miss Julia B. Folkard, Miss Maude Goodam, Miss Flora M. Reid, Miss Blanche Jenkins, and Madame Arsene Darmesteter».

### Indici
All'inizio e alla fine del libro vi sono due Indici di nomi: l'iniziale Women Painters represented e Index, posto alla fine del libro; in quest'ultimo vengono riportati, oltre ai nomi delle pittrici, corrispondenti al primo elenco, i titoli delle opere rappresentate nelle illustrazioni. Entrambi sono ordinati per cognome delle artiste.
Nei due indici non sono riportati i nomi delle pittrici le cui opere sono state inserite nel supplemento, né tutti quelli delle artiste nominate all'interno degli otto saggi. Ne è un esempio l'assenza di alcune artiste italiane citate nel capitolo ad esse dedicato, e definite da Shaw Sparrow "emigranti", avendo in parte vissuto presso corti straniere, dove acquisirono fama: Plautilla Nelli, Isabella del Pozzo, Felicita Sartori, Violante Beatrice Siries.

## Elenco delle pittrici citate nel libro
Nei due indici dell'opera le pittrici sono spesso nominate solo con il cognome e nome del marito, a cui viene interposta l'abbreviazione Mrs (signora), come ad esempio nel caso di "Duffield, Mrs William", che corrisponde al nome di "Mary Elizabeth Duffield", nata Rosenberg. Anche i cognomi delle pittrici non sposate sono talvolta seguiti solo dal titolo Miss, Mlle, Fräulein, come nel caso della tedesca "Davids, Fräulein", nota come Marie Davids, o della francese "Bouilliar, Mlle", ossia Marie Bouiliard. Per facilitare l'identificazione delle pittrici citate nel libro, vengono qui di seguito riportati i nomi con cui compaiono nei più recenti repertori, mentre sono specificati in nota, nel caso la differenza sia considerevole, i corrispondenti nomi con cui compaiono nel libro.
- Louise Abbéma
- Marthe Abran
- Georges Achille-Fould
- Helen Allingham
- Anna Alma-Tadema
- Laura Theresa Alma-Tadema[20]
- Sophie Gengembre Anderson
- Helen Cordelia Angell
- Sofonisba Anguissola
- Christine Angus
- Berthe Art
- Gerardina Jacoba van de Sande Bakhuyzen
- Antonia de Bañuelos Thorndike
- Rose Maynard Barton[21]
- Marie Bashkirtseff
- Jeanna Bauck
- Amalie Bauerle
- Mary Beale
- Diana Beauclerk Spencer
- Cecilia Beaux
- Marie-Guillemine Benoist[22]
- María de la Paz de Borbón[23]
- Marie Bilders-van Bosse
- Lily Blatherwick
- Tina Blau
- Nelly Bodenheim
- Rosa Bonheur
- Mlle. Bouilliar
- Madame Bovi[24]
- Olga Boznanska
- Louise Catherine Breslau
- Elena Brockmann
- Jennie Augusta Brownscombe
- Anne Frances Byrne
- Katharine Cameron
- Margaret Cameron (Mary Margaret Cameron)
- Marie Gabrielle Capet
- Margaret Sarah Carpenter
- Madeleine Carpentier
- Rosalba Carriera
- Mary Cassatt
- Marie Cazin
- Francine Charderon
- Marian Emma Chase
- Zoé-Laure de Chatillon
- Jeanne-Élisabeth Chaudet
- Lilian Cheviot
- Mlle. Claudie
- Christabel Cockerell[25]
- Marie-Amélie Cogniet
- Uranie Alphonsine Colin-Libour
- Jacqueline Comerre-Paton
- Cornelia Conant
- Delphine Arnould de Cool-Fortin
- Diana Coomans
- Maria Cosway
- Amelia Curran
- Louise Danse
- Héléna Arsène Darmesteter
- Marie Davids
- Césarine Davin-Mirvault[26]
- Evelyn De Morgan
- Jane Mary Dealy
- Virginie Demont-Breton
- Marie Destrée-Danse
- Margaret Isabel Dicksee
- Agnese Dolci
- Angèle Dubos
- Victoria Dubourg[27]
- Clémentine-Hélène Dufau
- Mary Elizabeth Duffield-Rosenberg
- Maud Earl[28]
- Mary Ellen Edwards[29]

- Marie Ellenrieder
- Alix-Louise Enault
- Alice Maud Fanner
- Catherine Maria Fanshawe
- Jeanne Fichel
- Rosalie Filleul
- Fanny Fleury
- Julia Bracewell Folkard[30]
- Lavinia Fontana[31]
- Elizabeth Adela Forbes[32]
- Eleanor Fortescue-Brickdale
- Consuélo Fould
- Empress Frederick of Germany
- Elizabeth Jane Gardner
- Artemisia Gentileschi[33]
- Diana Ghisi
- Ketty Gilsoul-Hoppe
- Marie-Éléonore Godefroid
- Eva Gonzalès
- Maude Goodman[34]
- Mary L. Gow
- Kate Greenaway
- Rosina Mantovani Gutti
- Gertrude Demain Hammond
- Emily Hart
- Hortense Haudebourt-Lescot
- Alice Havers
- Ivy Heitland
- Catharina van Hemessen
- Matilda Heming
- Sarah Smith Herford[35]
- Emma Herland
- E. Baily Hilda
- Dora Hitz
- A. M. Hobson
- Adrienne van Hogendorp-s' Jacob
- Fanny Holroyd[36]
- Amelia Hotham
- M. J. A. Houdon
- Joséphine Houssay
- Barbara Elisabeth van Houten
- Sina Mesdag van Houten
- Julia Beatrice How
- Mary Young Hunter
- Helen Hyde
- Blanche Jenkins[37]
- Marie Jensen
- Louisa Jopling
- Angelica Kauffman
- Lucy E. Kemp-Welch
- Jessie M. King
- Elisa Koch
- Käthe Kollwitz
- Adélaïde Labille-Guiard[38]
- Ethel Larcombe
- Hermine Laucota
- Madame Le Roy
- Louise-Émilie Leleux-Giraud
- Judith Leyster
- Barbara Longhi
- Princesse Louise, Duchesse d'Argyll
- Marie Seymour Lucas[39]
- Marie Lucas Robiquet
- Vilma Lwoff-Parlaghy[40]
- Ann Macbeth
- Gertrude MacDonald[41]
- Jessie Macgregor
- Violet Manners, Duquesa de Rutland[42]
- Marie Antoinette Marcotte
- Madeline Marrable[39]
- Edith Martineau
- Caroline de Maupeou
- Constance Mayer

- Anne Mee
- Margaret Meen
- Maria S. Merian
- Anna Lea Merritt
- Georgette Meunier
- Eulalie Morin
- Berthe Morisot
- Mary Moser
- Marie Nicolas
- Beatrice Offor
- Adeline Oppenheim Guimard
- Blanche Paymal-Amouroux
- Marie Petiet
- Constance Phillott
- Maria Katharina Prestel
- Henrietta Rae[43]
- Suor Barbara Ragnoni
- Mary Rankin Swan[44]
- Catharine Read
- Marie Magdeleine Real del Sarte
- Flora Macdonald Reid[45]
- Maria G. Silva Reis
- Mrs. J. Robertson
- Suze Robertson[46]
- Ottilie Roederstein
- Juana Romani
- Adèle Romany
- Jeanne Rongier
- Henriëtte Ronner-Knip
- Baroness Lambert de Rothschild
- Sophie Rude
- Rachel Ruysch
- Eugénie Salanson
- Adelaïde Salles-Wagner
- Amy Sawyer
- Helene Schjerfbeck
- Félicie Schneider
- Anna Maria Schurman
- Thérèse Schwartze
- Doña Stuart Sindici
- Elisabetta Sirani
- Sienese Nun Sister A
- Sienese Nun Sister B
- Minnie Smythe
- Élisabeth Sonrel
- Lavinia, Countess Spencer
- Louisa Starr
- Marianne Stokes
- Elizabeth Strong
- Annie Swynnerton
- E. De Tavernier
- Elizabeth Templetown
- Ellen Thesleff
- Elizabeth Thompson[47]
- Maria Felice Tibaldi[48]
- Frédérique Vallet-Bisson
- Caroline de Valory
- Mlle. de Vanteuil[49]
- Élisabeth Vigée Lebrun
- Caterina Vigri
- Louisa Lady Waterford
- Hermine Waternau
- Caroline Watson
- Cecilia Wentworth
- E. Wesmael
- Florence White
- Maria Wiik
- Julie Wolfthorn
- Juliette Wytsman
- Annie Marie Youngman
- Jenny Zillhardt

## Opere su donne artiste pubblicate dal 1858 al 1905

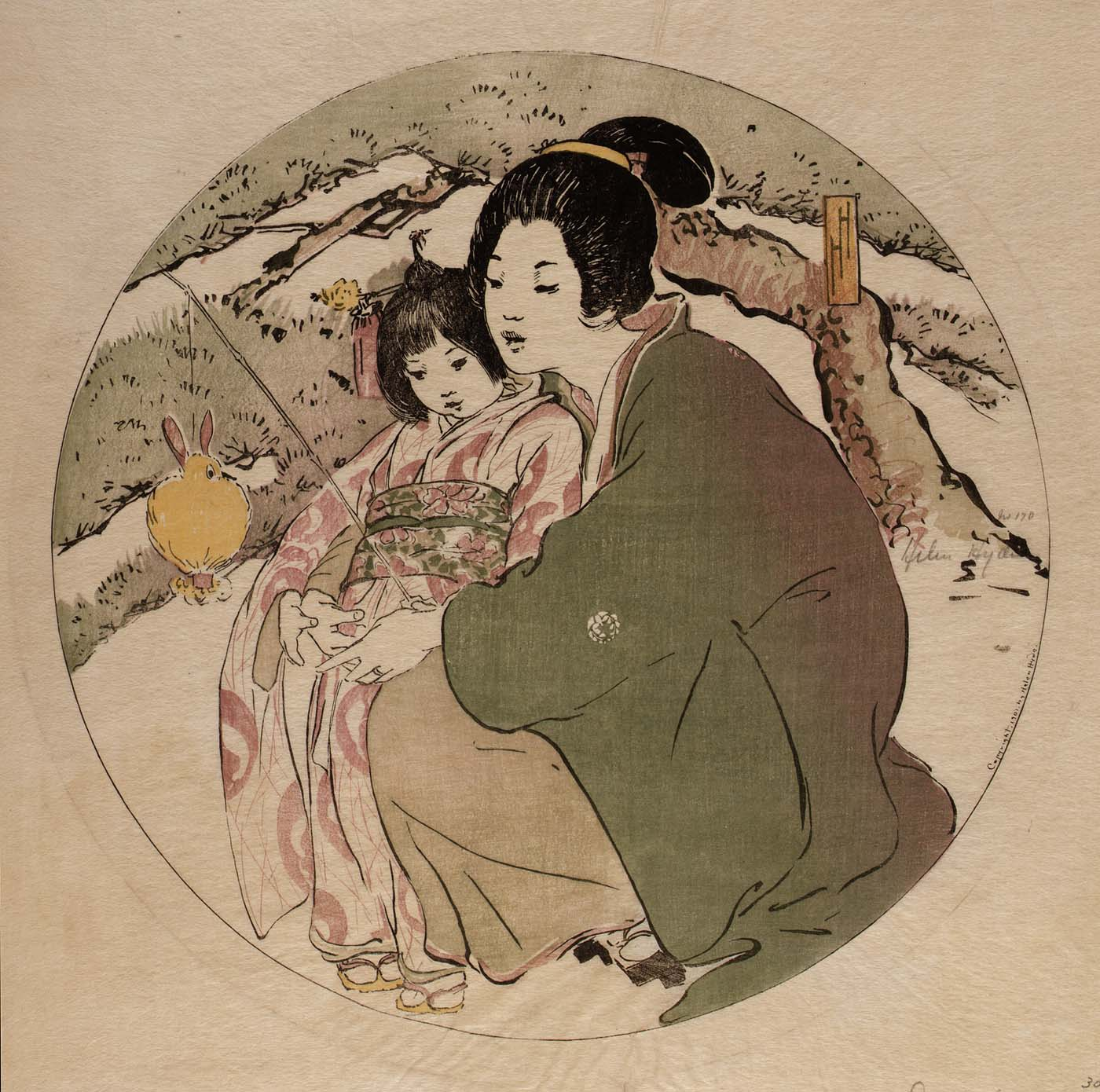
Helen Hyse, Day Dreams, 1901

Shaw Sparrow non fu il primo a realizzare un'opera dedicata alle storia delle donne artiste. Nella seconda metà del secolo XIX, anche a seguito della nascita e dell'affermazione dei primi movimenti femministi, in Europa fiorì un numero considerevole di biografie di artiste e di studi volti a ricostruire la storia dei contributi femminili nel mondo dell'arte.
Due autrici pubblicarono degli importanti repertori in lingua inglese: nel 1859 la scrittrice e poetessa statunitense Elizabeth F. Ellet scrisse Women artists in all ages and countries, con l'intento di «mostrare ciò che la donna ha fatto, nonché le condizioni generali che hanno favorito o ostacolato i suoi sforzi»; nel 1876 l'artista britannica Ellen Clayton mandò alle stampe due volumi sulle pittrici inglesi, English female artists, suddivisi per periodo e per genere.
Nel 1858 Ernst Guhl (1819-1862), incisore e storico dell'arte tedesco, pubblicò a Berlino Die Frauen in der Kunstgeschichte, uno studio sulle donne artiste, comprese poetesse, scultrici, pittrici e incisore, dall'antico Vicino Oriente fino all'inizio del XIX secolo che continua ad essere citato come un contributo pionieristico nella storiografia delle artiste, mentre in Francia, nel 1893 Marius Vachon scrisse La Femme dans l'Art. Les protectrices des arts. Les femmes artistes, corredata da oltre 400 incisioni di riproduzioni di opere di pittura, scultura, ritratti di artiste e di protettrici dell'arte.
Nel 1904, un anno prima dell'uscita di Women Painters of the World, negli Stati Uniti venne dato alle stampe il libro di Clara Erskine Clement, Women in the fine arts: from the Seventh century B.C. to the Twentieth century A.D, a carattere enciclopedico, che raccoglieva oltre mille voci di donne artiste.

## Critica
Nella tradizione della critica d'arte europea di fine Ottocento e inizio Novecento la valutazione della produzione artistica si fondava su criteri diversi a seconda che l'autore fosse un uomo o una donna.

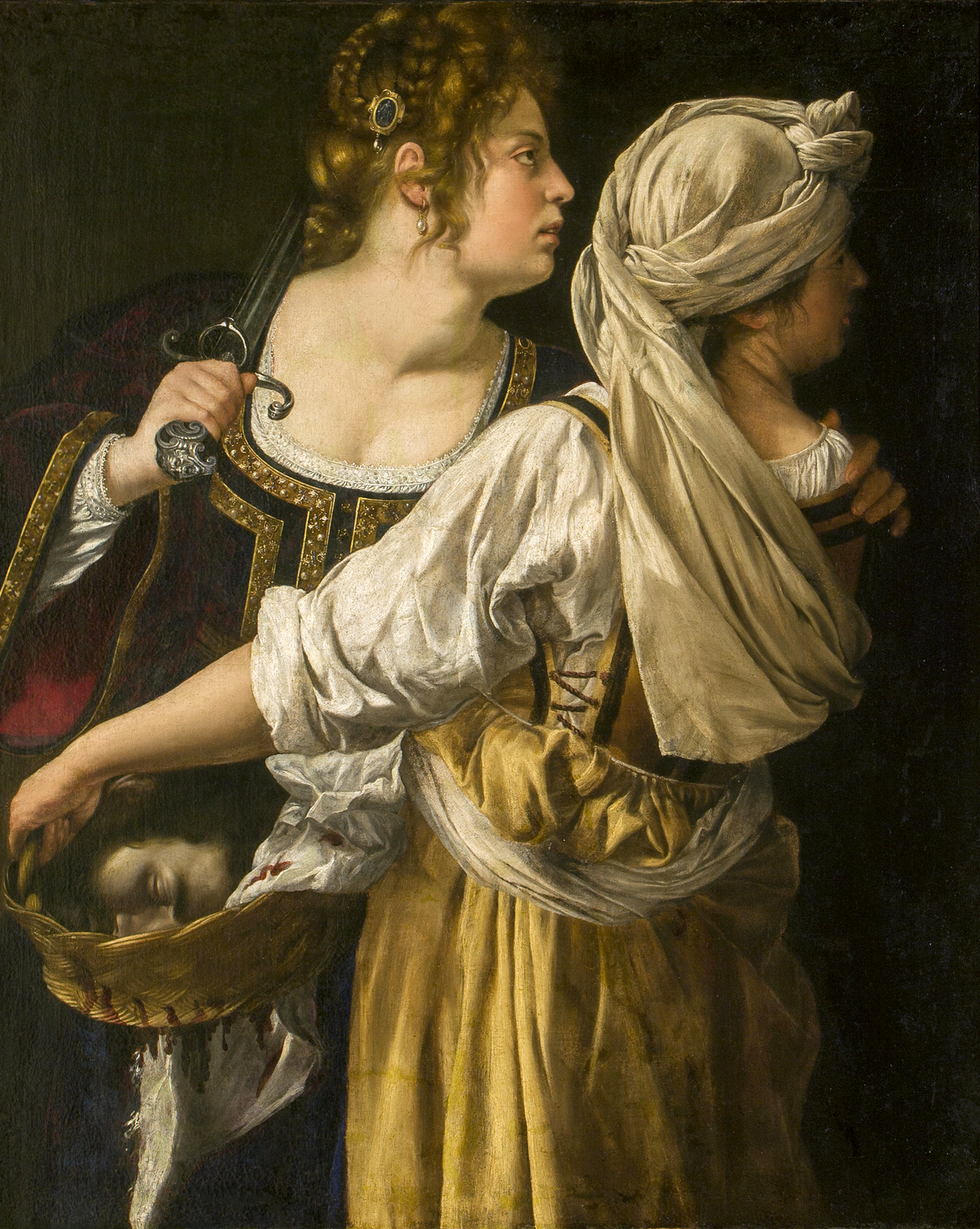
Artemisia Gentileschi, Giuditta e la sua ancella (1618-1619)

In quest'ultimo caso, essa veniva declinata sulla base dei concetti borghesi di femminilità domestica e materna, e le caratteristiche dell'arte femminile individuate negli attributi dell'emozione, dell'intuizione e del carattere materno.
Secondo alcune studiose Women Painters of the World si collocherebbe coerentemente all'interno di questa visione: connotando il "genio" femminile nella «maternità universale, comune ai cuori domestici delle brave donne di tutto il mondo», e nello stesso tempo affermando la sua separatezza e qualitativamente la sua implicita inferiorità rispetto a quello maschile, Shaw Sparrow avrebbe confermato lo stereotipo della donna artista utilizzato dai critici per «tenere le donne nettamente distinte dal mondo artistico degli uomini, ritenuti unici detentori di quel settore - l'arte - vasto, grandioso, intellettuale nonché decisamente remunerativo».

L'autrice e storica dell'arte statunitense Nancy Mowll Mathews nella sua recensione a Women Painters of the World ha condiviso la critica al doppio standard sostenuto dal curatore dell'opera e al suo tono condiscendente nei confronti delle autrici esaminate. A suo parere il valore primario del libro starebbe «nella sua moltitudine di riproduzioni fotografiche che attestano la convinzione di Sparrow nello studio dell'arte fondata sulle immagini piuttosto che sulle parole»; riserva un apprezzamento al saggio di Léonce Bénédite sulle pittrici francesi, per il suo esplicito riconoscimento del movimento per l'emancipazione femminile, per la disamina condotta degli effetti dell'esclusione istituzionalizzata sulle artiste e per aver sollevato la questione dei problemi che a quei tempi esse avrebbero dovuto affrontare nel caso in cui avessero desiderato studiare in uno studio maschile. Di notevole importanza risulta anche, secondo Mathews, l'omaggio reso a Rosa Bonheur, elevata da Bénédite ad esempio per tutte le donne che aspirano all'uguaglianza nell'arte. Il contributo della pittrice francese, secondo l'autore del saggio, risulterebbe particolarmente ammirevole perché fondato sul suo talento e sulla competenza derivatale dallo studio dell'anatomia e osteologia, sviluppata da una continua osservazione della costituzione e della vita del mondo animale, e non «sulla sua singolare biografia, il libertinaggio, i trionfi sociali, gli amici di corte».

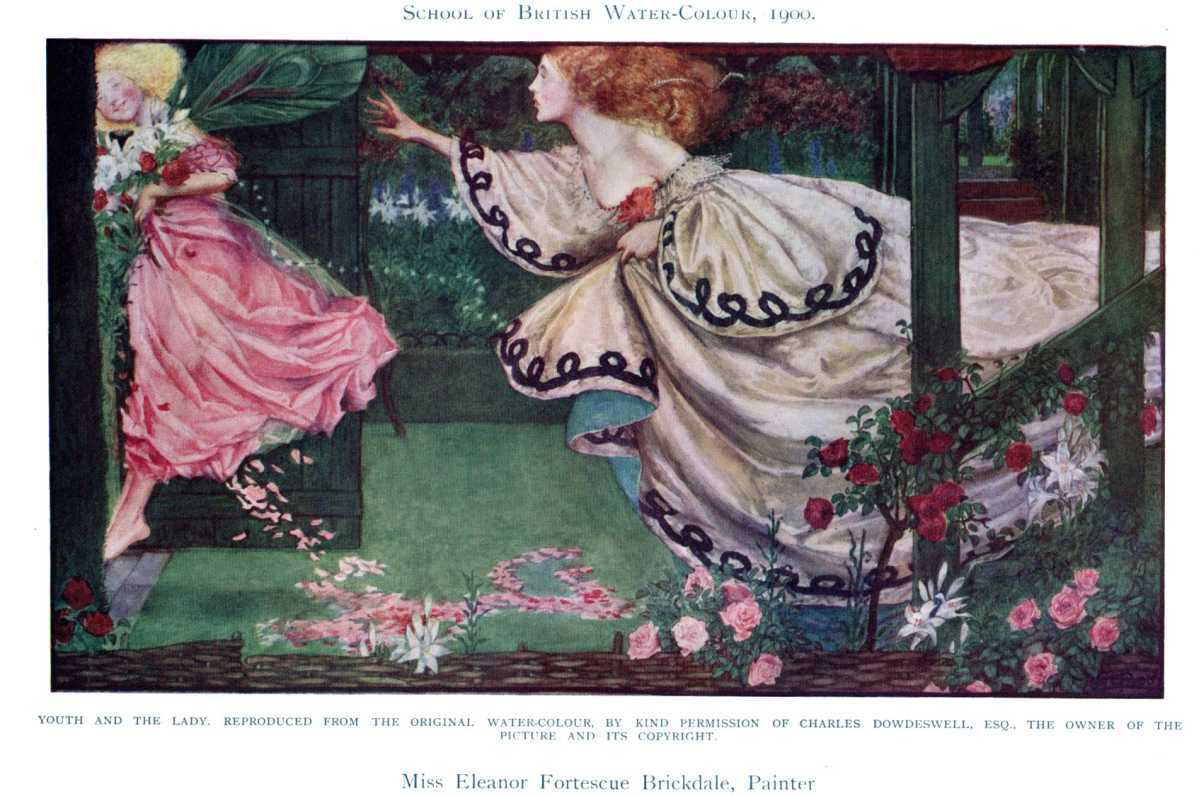
Eleanor Fortescue-Brickdale, Youth and the Lady

Sara Grey, autrice del Dictionary of British Women Artists, ha notato come gli studi sulle pittrici britanniche e di più ampie parti del mondo pubblicati nella seconda metà del XIX secolo da Ellet e Clayton avessero in qualche modo evidenziato il generale disinteresse manifestato dal mondo dell'arte nei confronti delle donne artiste, condannate per secoli all'oblio, nonostante il loro fattivo contributo. Una denuncia che, secondo alcune critiche d'arte femministe non sarebbe contemplata in opere come Women Painters of the World, nelle quali il reintegro delle artiste sarebbe perseguito raccogliendone le tracce nei secoli «senza fare riferimento al resto della storia dell'arte, o alla storia stessa», con il risultato di relegare cavallerescamente l'arte femminile in una sfera separata.
Sara Grey avrebbe tuttavia registrato come nel periodo compreso fra il 1880 e il 1940, connotato in Gran Bretagna da una notevole fioritura della produzione artistica femminile, rilevabile anche all'estero con l'aumento considerevole del numero delle artiste dilettanti e professioniste, all'opera di Sparrow del 1905 sarebbero seguiti ben pochi tentativi di tracciare i «progressi complessivi compiuti dalle artiste in Gran Bretagna». Un calo di interesse per la storia della produzione artistica femminile, confermato, per quanto riguarda l'Europa dei primi decenni del secolo, anche da altri studi.